# 博尔焦韦雷齐
博尔焦韦雷齐（義大利語：Borgio Verezzi），是意大利萨沃纳省的一个市镇。总面积2.92平方公里，人口2376人，人口密度813.7人/平方公里（2009年）。ISTAT代码为009013。